# Sjarhej Ablamejka

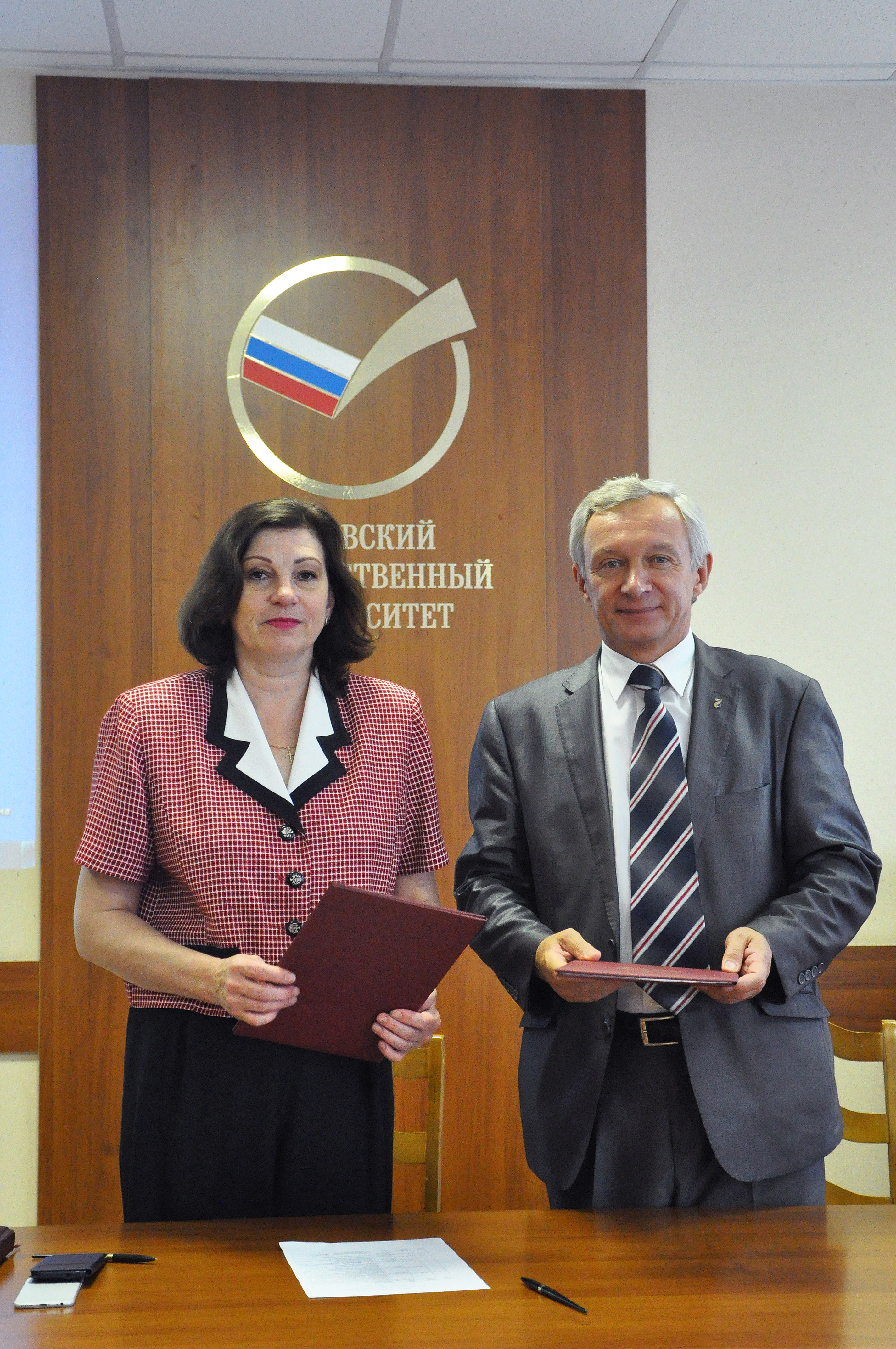
Olga Pilipenko und Sjarhej Ablamejka (2016)

Sjarhej Uladsimirawitsch Ablamejka (belarussisch Сяргей Уладзіміравіч Абламейка, englisch Sergey V. Ablameyko; * 24. September 1956 in Woranawa) ist ein belarussischer Mathematiker und Informatiker, der auf den Gebieten Bildverarbeitung und Mustererkennung arbeitet.

## Leben
Seit 1978 war er am Institut für Technische Kybernetik in Minsk tätig, zunächst als wissenschaftlicher Mitarbeiter und später als Abteilungsleiter und von 1998 bis 2002 als stellvertretender Direktor. Von 2002 bis 2008 war er Generaldirektor des Vereinigten Instituts für Probleme der Informatik in Minsk. Von 2008 bis 2017 war er Rektor der Belarussischen Staatlichen Universität in Minsk. Er ist Mitglied der Belarussischen Akademie der Wissenschaften. 2011 wurde er als ordentliches Mitglied in die Academia Europaea aufgenommen.

## Sanktionen der EU
Ablamejka wurde als Rektor der Belarussischen Staatlichen Universität im Februar 2011 auf die „schwarze Liste der EU“ gesetzt. Die Entscheidung der Rat der Europäischen Union stellte fest, dass Ablamejka für den Ausschluss von Studenten der Universität verantwortlich sei, die an den Demonstrationen am Wahlabend der Präsidentschaftswahl in Belarus 2010 und anderen friedlichen Demonstrationen im Jahr 2011 teilgenommen hatte. 2015 wurde das Besuchsverbot für EU-Staaten aufgehoben.